# بيرسي ليندسي
بيرسي ليندسي (بالإنجليزية: Percy Lindsay)‏ هو رسام أسترالي، ولد في 17 سبتمبر 1870 في Creswick, Victoria ‏ في أستراليا، وتوفي في 21 سبتمبر 1952.